# Futebol Clube Atlético Cearense
O Futebol Clube Atlético Cearense, anteriormente conhecido como Uniclinic Atlético Clube, é um clube de futebol da cidade de Fortaleza, Ceará. Suas cores são o vermelho, preto e branco, homenagem do atacante cearense Ari ao Clube de Regatas do Flamengo, clube do coração do jogador. Ari tornou-se arrendatário do Uniclinic no fim de 2017.

## História

### Fundação
O Uniclinic foi idealizado por Vanor Cruz, médico e dono do Hospital de Clínicas do Ceará - Uniclinic. Curiosamente, Vanor Cruz também foi, em algumas oportunidades, membro de diretorias executivas de outro clube da cidade, o Fortaleza Esporte Clube, além de ser conselheiro deste clube.
Fundado em 7 de março de 1997, com o nome Centro de Treinamento Uniclinic, no ano seguinte o Uniclinic já estreava na segunda divisão do Campeonato Cearense de Futebol, sagrando-se campeão e garantindo o acesso à primeira divisão.

### Título juvenil de 1997
O primeiro título do Uniclinic foi conquistado em 1997, quando se sagrou campeão juvenil cearense. Durante a competição, só perdeu um jogo e ainda teve o artilheiro do campeonato, o atacante João Carlos Praxedes Bandeira, que marcou 32 gols em 16 jogos. O atacante ainda foi o melhor jogador do campeonato cearense daquele ano.
A equipe base que conquistou o título era escalada com atletas como Fabiano, Camillus De Lellis, Pantera, Redondo, Lui, Cleyton, Henrique, João Carlos e Edinho, sendo treinada por Danilo Augusto, o qual era orientado por Garrinchinha.

### Histórica campanha da Águia da Precabura
No Campeonato Cearense de Futebol de 2016, o Uniclinic entra como uma grande zebra. Favorito a compor o grupo de clubes que brigariam contra o descenso em 2016, a Águia da Precabura torna-se a grande surpresa do campeonato (a começar já na primeira fase brigando contra o Fortaleza Esporte Clube pela primeira colocação do grupo A, terminando esta fase da competição em segundo lugar com apenas um ponto a menos que o rival). Na segunda fase do campeonato a Águia continua a mostrar ser a grande sensação do torneio ao conseguir classificar-se às semifinais com uma rodada de antecedência, não satisfeita a equipe consegue a tão merecida vaga na final do Campeonato Cearense, sagrando-se vice-campeão cearense do ano de 2016 e de quebra levando as vagas a Copa do Nordeste 2017, Copa do Brasil 2017 e Série D de 2016 e 2017.
Em 2021 o clube conseguiu um inédito acesso à temporada 2022 da Série C do Campeonato Brasileiro, após derrotar nas quartas a Ferroviária, com dois empates e decisão nos pênaltis.

## Símbolos

### Escudo
| Evolução do Escudo do Atlético-CE | Evolução do Escudo do Atlético-CE | Evolução do Escudo do Atlético-CE | Evolução do Escudo do Atlético-CE |
| 1997 – 2007                       | 2007 – 2016                       | 2016 – 2018                       | 2018 – Atual                      |
| --------------------------------- | --------------------------------- | --------------------------------- | --------------------------------- |

### Mascote
O Uniclinic leva a alcunha de "Águia da Precabura" pois seu mascote, que é a águia, e sua sede (o Estádio Antônio Cruz) localiza-se no bairro da Lagoa Redonda, que faz referência ao formato da Lagoa da Precabura, situada neste bairro.

### Uniformes
As cores do uniforme do Atlético Cearense são vermelho, preto e branco. Porém até 2015 suas cores eram amarelo, roxo e laranja. E entre 2016 e 2017 suas cores eram azul e branco.

### Uniformes anteriores
- 2016

| 1º Uniforme | 2º Uniforme | Uniforme Alternativo |

- 2013

| 1º Uniforme | 2º Uniforme |

- 2008

| 1º Uniforme | 2º Uniforme |

### Estádio

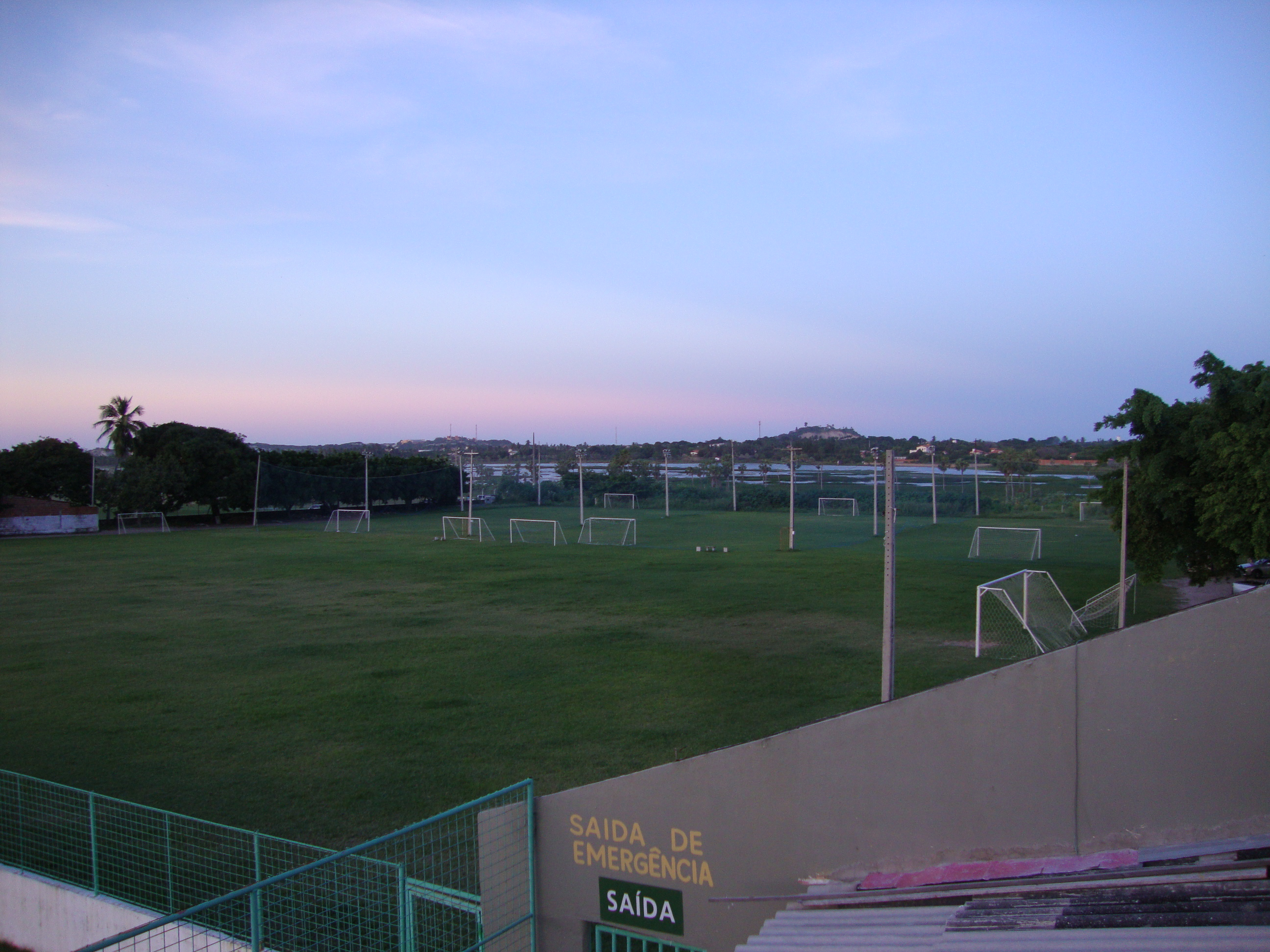
Lagoa da Precabura vista do Estádio Antônio Cruz, no bairro da Lagoa Redonda, em Fortaleza.

O Estádio Antônio Cruz, que tem capacidade para 5.000 pessoas, costuma receber jogos oficiais do Uniclinic contra times do interior, já que jogos contra Fortaleza, Ceará e Ferroviário são disputados no Presidente Vargas ou no Castelão.
O estádio ainda conta com um centro de treinamento que, segundo a crônica especializada, é o mais completo da cidade, razão pela qual o Atlético Cearense costumaria formar times bem entrosados e uma categoria de base bastante competitiva.

## Títulos
| ESTADUAIS | ESTADUAIS                     | ESTADUAIS | ESTADUAIS  |
|           | Competição                    | Títulos   | Temporadas |
| --------- | ----------------------------- | --------- | ---------- |
|           | Campeonato Cearense - Série B | 1         | 1998       |
|           | Campeonato Cearense - Série C | 1         | 2014       |

## Estatísticas

### Participações
|  | Participações em 2025 |

| Competição | Competição          | Temporadas | Melhor campanha     | Estreia | Última | P | R |
| Ceará      | Campeonato Cearense | 18         | Vice-campeão (2016) | 1999    | 2024   |   | 3 |
| Ceará      | Série B             | 9          | Campeão (1998)      | 1998    | 2025   | 3 | 1 |
| Ceará      | Série C             | 1          | Campeão (2014)      | 2014    | 2014   | 1 |   |
| Ceará      | Copa Fares Lopes    | 5          | Vice-campeão (2019) | 2013    | 2024   |   |   |
|            | Copa do Nordeste    | 2          | Grupos (2017)       | 2017    | 2022   |   |   |
| Brasil     | Série C             | 1          | 17° colocado (2022) | 2022    | 2022   | – | 1 |
| Brasil     | Série D             | 5          | 4° colocado (2021)  | 2016    | 2024   | 1 |   |
| Brasil     | Copa do Brasil      | 2          | 2ª fase (2019)      | 2017    | 2019   |   |   |

### Campeonato Cearense - Série A
| Ano  |      |      |      |      |      |      |      |      |      | 1999 |
| ---- | ---- | ---- | ---- | ---- | ---- | ---- | ---- | ---- | ---- | ---- |
| Pos. |      |      |      |      |      |      |      |      |      | 5º   |
| Ano  | 2000 | 2001 | 2002 | 2003 | 2004 | 2005 | 2006 | 2007 | 2008 | 2009 |
| Pos. | 5º   | 4º   | 9º   | —    | 4º   | 4º   | 7º   | 9º   | 10º  | —    |
| Ano  | 2010 | 2011 | 2012 | 2013 | 2014 | 2015 | 2016 | 2017 | 2018 | 2019 |
| Pos. | —    | —    | —    | —    | —    | —    | 2º   | 8º   | 3º   | 5º   |
| Ano  | 2020 | 2021 | 2022 | 2023 | 2024 |      |      |      |      |      |
| Pos. | 5º   | 4º   | 8º   | 6º   | 9º   |      |      |      |      |      |

### Campeonato Cearense - Série B
| Ano  | 1998 | 2003 | 2009 | 2010 | 2011 | 2012 | 2013 | 2015 | 2025 |
| ---- | ---- | ---- | ---- | ---- | ---- | ---- | ---- | ---- | ---- |
| Pos. | 1º   | 2º   | 5º   | 3º   | 8º   | 3º   | 11º  | 2º   | 8º   |

### Campeonato Cearense - Série C
| Ano  | 2014 |
| Pos. | 1º   |
| ---- | ---- |

### Copa Fares Lopes
| Ano  | 2010 | 2011 | 2012 | 2013 | 2014 | 2015 | 2016 | 2017 | 2018 | 2019 |
| ---- | ---- | ---- | ---- | ---- | ---- | ---- | ---- | ---- | ---- | ---- |
| Pos. | —    | —    | —    | 5º   | —    | —    | —    | —    | —    | 2º   |
| Ano  | 2020 | 2021 | 2022 | 2023 | 2024 |      |      |      |      |      |
| Pos. | —    | 4º   | —    | 6º   | 3º   |      |      |      |      |      |

### Campeonato Brasileiro - Série C
| Ano  | 2022 |
| Pos. | 17º  |
| ---- | ---- |

### Campeonato Brasileiro - Série D
| Ano  | 2016 | 2019 | 2021 | 2023 | 2024 |
| ---- | ---- | ---- | ---- | ---- | ---- |
| Pos. | 22º  | 17º  | 4º   | 15º  | 27º  |

### Copa do Brasil
| Ano  | 2017 | 2019 |
| ---- | ---- | ---- |
| Pos. | 59º  | 32º  |

### Copa do Nordeste
| Ano  | 2017 | 2022 |
| ---- | ---- | ---- |
| Pos. | 20º  | 21º  |